# Marcus Mann
Marcus L. Mann (Carthage, Misisipi, 19 de diciembre de 1973) es un exjugador de baloncesto estadounidense. Con 2,03 metros de estatura, jugaba en la posición de ala-pívot.

## Trayectoria deportiva

### Universidad
Jugó dos temporadas en el East Central Community College de Decatur (Misisipi), en las que promedió 21,3 puntos y 11,9 rebotes por partido. Prosiguió sus estudios y jugó en los Delta Devils de la Universidad Estatal del Valle de MIsisipi, en las que promedió 19,3 puntos, 12,7 rebotes, 1,2 asistencias y 1,2 robos de balón por partido. Fue incluido en el mejor quinteto de la Southwestern Athletic Conference en los dos años, ganando el galardón de Jugador del Año en 1995, mientras que al año siguiente acabaría como líder de rebotes de la NCAA, con 13,6 por partido.

### Profesional
Fue elegido en la cuadragésima posición del Draft de la NBA de 1996 por Golden State Warriors, pero decidió no jugar al baloncesto profesionalmente para seguir su vocación como pastor de la iglesia Baptista. Golden State Warriors lo dejó ir y a partir de entonces renunció a su salario de novato de 220. 000 dólares, junto con el glamour de un estilo de vida de la NBA, para cumplir su vocación.